# Pirates Remixed
«Pirates Remixed» — мини-альбом, состоящий из ремиксов музыканта Tiësto и других DJ-ев на композицию «He’s A Pirate», композитор Клаус Бадельт (Klaus Badelt) для диснеевского фильм «Пираты Карибского моря: Проклятие „Чёрной жемчужины“», издан в 2006 году. Кроме того альбом можно было скачать эксклюзивно с сайта iTunes и официального сайта EP.

## Об альбоме
Студия «Walt Disney Records» также выпустила альбом, на котором вышло 9 композиций, включая треки с официального саундтрека фильма, а также их радио-версии. У студии «EMI» был контракт на выпуск альбома ремиксов Tiësto и по второму фильму. Также была выпущена виниловая версия альбома под названием «Pirates of the Caribbean: Dead Man’s Chest Remixes» и содержала треки, отсутствующие на дисках и не вошедшие в список для скачивания on-line.
Tiësto выпустил ещё одну версию ремикса на своём альбоме «Elements Of Life».

## Список композиций

### Digital Download
1. «He’s a Pirate» (Radio Edit Remix) — 4:10
2. «He’s a Pirate» (Tribal Treasure Remix) — 8:17
3. «He’s a Pirate» (Pelo Verde Remix) — 5:17
4. «He’s a Pirate» (Pete 'n' Red’s Jolly Roger Trance Remix) — 5:44
5. «He’s a Pirate» (Chris Joss Ship Ahoy Tribal Remix) — 4:46
6. «He’s a Pirate» (Orchestral Remix) — 7:04

### Walt Disney Records (CD)
1. «He’s a Pirate» (Tiësto Radio Edit) — 4:05
2. «He’s a Pirate» (Pete 'n' Red’s Jolly Roger Radio Edit) — 3:11
3. «Swords Crossed» (Original Score) — 3:17
4. «He’s a Pirate» (Friscia & Lamboy Tribal Treasure Mix) — 8:17
5. «He’s a Pirate» (Pelo Verde Mix) — 5:14
6. «He’s a Pirate» (Tiësto Remix) — 7:03
7. «He’s a Pirate» (Pete 'n' Red’s Jolly Roger Trance Mix) — 5:43
8. «He’s a Pirate» (Chris Joss Ship Ahoy Tribal Mix) — 4:43
9. «Jack Theme Suite» (New Score Cue from Pirates of the Caribbean: Dead Man’s Chest) — 6:11

### Walt Disney Records (Promotional Vinyl)
1. «He’s a Pirate» (Tiësto Remix) — 7:03
2. «He’s a Pirate» (Friscia & Lamboy Tribal Treasure Mix) — 8:16
3. «He’s a Pirate» (Pete 'n' Red’s Jolly Roger Trance Mix) — 5:43
4. «Swords Crossed» (NK & Funky Junction Cursed Square Trubolenza) — 6:24
5. «He’s a Pirate» (Pelo Verde Mix) — 5:14
6. «He’s a Pirate» (Chris Joss Ship Ahoy Tribal Mix) — 4:43

### EMI Records
1. «He’s a Pirate» (Tiësto Radio Edit) — 4:05
2. «He’s a Pirate» (Tiësto Remix) — 7:03
3. «He’s a Pirate» (Tiësto Orchestral Remix) — 7:03
4. «Jack Theme Suite» (New Score Cue from Pirates of the Caribbean: Dead Man’s Chest) — 6:11